# Naplecznik

Naplecznik

Naplecznik – element zbroi chroniący plecy. Z reguły występujący wyłącznie wespół z napierśnikiem (chroniącym przednią część tułowia), tworząc z nim kirys. 
Napleczniki wykonywano z pojedynczego kawałka kutej profilowanej blachy, bądź łączono ze sobą szereg mniejszych płytek na skórzanej podstawie.